# Tarnawatka (gromada)
Tarnawatka – dawna gromada, czyli najmniejsza jednostka podziału terytorialnego Polskiej Rzeczypospolitej Ludowej w latach 1954–1972.
Gromady, z gromadzkimi radami narodowymi (GRN) jako organami władzy najniższego stopnia na wsi, funkcjonowały od reformy reorganizującej administrację wiejską przeprowadzonej jesienią 1954 do momentu ich zniesienia z dniem 1 stycznia 1973, tym samym wypierając organizację gminną w latach 1954–1972.
Gromadę Tarnawatka z siedzibą GRN w Tarnawatce utworzono – jako jedną z 8759 gromad na obszarze Polski – w powiecie tomaszowskim w woj. lubelskim na mocy uchwały nr 16 WRN w Lublinie z dnia 5 października 1954. W skład jednostki weszły obszary dotychczasowych gromad Tarnawatka, Sumin i Tarnawatka Tartak ze zniesionej gminy Tarnawatka w tymże powiecie. Dla gromady ustalono 12 członków gromadzkiej rady narodowej.
1 stycznia 1959 do gromady Tarnawatka włączono wieś Huta oraz kolonie Hutczyska Nr 7, Tymin, Tarnawatka Nr 6, 14 i 2, i Haczysko Nr 1, 2 i 8 ze zniesionej gromady Tymin w tymże powiecie.
1 stycznia 1960 do gromady Tarnawatka włączono wsie Wieprzów Ordynacki, Wieprzów Tarnawacki i Wieprzów, gajówkę Wieprzów, kol. Dub, kol. Podhucie Nr 3, 5 i 6, kol. Dąbrowa oraz cegielnię Sabaudia ze zniesionej gromady Wieprzów Tarnawacki, a także wsie Niemirówek A i B, wieś Klocówka, kol. Niemirówek A cz. I, kol. Niemirówek B cz. I a, kol. Niemirówek B 1/7/4/II, 5/III, 1/III i 1 /IV, kol. Niemirówek B/III/1 i kol. Niemirówek B/4 ze zniesionej gromady Niemirówek w tymże powiecie.
1 stycznia 1962 do gromady Tarnawatka włączono wsie Pańków, Szarowola i Zielone, kolonię Przejma oraz osady leśne Pańków i Przejma ze zniesionej gromady Szarowola w tymże powiecie.
Gromada przetrwała do końca 1972 roku, czyli do kolejnej reformy gminnej. 1 stycznia 1973 w powiecie tomaszowskim reaktywowano gminę Tarnawatka.